# Besnoitiose
La besnoitiose est une maladie de la peau, des vaisseaux sanguins, des muqueuses et d'autres tissus des animaux due à un protozoaire du genre Besnoitia.
Les parasites responsables de cette maladie comprennent :
- Besnoitia besnoiti chez les bovins (besnoitiose bovine) : gonflement des ganglions lymphatiques, gonflements sous-cutanés, diarrhée, avortement et infertilité
- Besnoitia bennetti chez les chevaux et les ânes : dermatite grave et étendue
- Besnoitia jellisoni et B. wallacei chez les rongeurs
- Besnoitia tarandi chez le renne et le caribou
- Besnoitia darlingi chez les lézards, les opossums et les serpents
- Besnoitia sauriana chez les lézards
- Souches viscérotropes de B. besnoiti chez l'antilope africaine
- Une espèce non identifiée de Besnoitia chez les chèvres en Iran, en Nouvelle-Zélande et au Kenya